# Marco Höger
Marco Höger (Keulen, 16 september 1989) is een Duits voetballer die bij voorkeur als defensieve middenvelder speelt. Hij verruilde in 2016 Schalke 04 voor 1. FC Köln.

## Clubcarrière
Höger werd in 2005 opgenomen in de jeugdopleiding van Alemannia Aachen. Hier stroomde hij drie jaar later door naar het eerste elftal. Höger maakte op 6 maart 2010 zijn profdebuut, tegen Energie Cottbus. Hij tekende zijn eerste profcontract op 26 mei 2010.
Höger tekende in juli 2011 een vierjarig contract bij Schalke 04. Daarvoor debuteerde hij tijdens een 3–0 nederlaag bij VfB Stuttgart. In januari 2013 werd zijn contract met twee seizoenen verlengd. Höger scheurde op 19 oktober 2013 in een wedstrijd tegen Eintracht Braunschweig zijn voorste kruisbanden. Daardoor was hij een half jaar uitgeschakeld.
Na een 2–0 nederlaag op 11 mei 2015 tegen rivaal 1. FC Köln kreeg Höger van algemeen directeur Horst Heldt een disciplinaire straf opgelegd; hij hoefde zich vijf dagen niet op de training te laten zien.
In 2016 werd bekendgemaakt dat Höger de overstap zou maken naar de club uit zijn geboortestad, 1. FC Köln, voor een bedrag van ongeveer €1,25 miljoen. Hij tekende een contract tot 2021.

## Erelijst
| DFL-Supercup | 1x | 2011 |

1 Schwäbe ·
2 Schmied ·
3 Heintz ·
4 Hübers  ·
5 Soldo ·
6 Martel ·
7 Ljubičić ·
8 Huseinbašić ·
9 Waldschmidt ·
11 Kainz ·
12 Nickisch ·
13 Uth ·
15 Kilian ·
16 Obuz ·
17 Paçarada ·
19 Lemperle ·
20 Pentke ·
21 Tigges ·
22 Christensen ·
24 Pauli ·
25 Gazibegović ·
29 Thielmann ·
34 Harchaoui ·
35 Finkgräfe ·
37 Maina ·
42 Downs ·
43 Čuber Potočnik ·
44 Köbbing ·
47 Olesen ·
Coach: Struber